# Félix María Falguera
Félix María Falguera y Puiguriguer (Mataró, 1811-Barcelona, 1897) fue un notario, jurista y profesor español.

## Biografía
Nació el 28 de enero de 1811 en la localidad barcelonesa de Mataró. Auditor de guerra honorario, fue catedrático de la Facultad de Derecho de la Universidad literaria de Barcelona y decano del Ilustre Colegio de Notarios de Barcelona. En mayo de 1851 leyó en la Sociedad Filomática un «Discurso sobre el arte musical español». En la Academia de Buenas Letras dio a conocer unos «Apuntes sobre las cualidades necesarias para escribir la historia» (sesión de 20 de noviembre de 1857), y en la de Ciencias Naturales y Artes dio lectura a diversos trabajos. Dirigió y publicó varios artículos en la revista profesional La Notaría, en la que insertó en 1858 y 1866 unas «Oraciones inaugurales leídas en la apertura de los cursos de 1846 á 1851». Entre sus publicaciones se encontraron títulos como Formulario de notaría (1836), Instrucción para el castigo de los desertores del ejército (1844, 2.ª ed.), Apuntes del Notariado (1872, 2.ª ed.), Teoría del arte de notario, de V. Gibert (1875), Tratado de la prescripción catalana (1880) y Conferencias de derecho catalán dadas en el Ateneo Barcelonés en 1870 y 1880 (1880). Falleció el 30 de agosto de 1897 en Barcelona.